# Phare de Bristol Ferry
Le phare de Bristol Ferry (en anglais : Bristol Ferry Light) est un phare actif situé à Bristol dans le Comté de Bristol (État de Rhode Island).
Il est inscrit au Registre national des lieux historiques depuis le 25 février 1988.

## Histoire
Le phare a été construit en 1855, accompagné d'une maison de gardien en briques. Il est situé en baie de Narragansett, au point nord de Mount Hope Bay (en) et proche de Mount Hope Bridge.
Son utilisation a été interrompue en 1927 avec la construction du pont du Mount Hope et une balise automatisée l'a remplacé. Avant la construction du pont, un ferry assurait la liaison entre Bristol et l’île Aquidneck, et le feu facilitait le service de ferry. Il est devenu une résidence privée.

## Description
Le phare est une tour quadrangulaire en brique avec une galerie et une lanterne de 10 m de haut, attachée à une maison de gardien. La tour est peinte en blanc et la lanterne est noire.
Identifiant : ARLHS : USA-087.
|                       |
| Le phare actuellement |

### Lien connexe
- Liste des phares au Rhode Island